# Eisenbahnunfall bei Milavče
| \| \| \| von Plzeň hlavní nádraží \| \| \| \| 156,958 \| Blížejov \| Blížejov \| \| \| 161,310 \| Milavče \| Milavče \| \| \| 161,551 \| Unfallort \| Unfallort \| \| \| 162,210 \| Výhybna Radonice \| Výhybna Radonice \| \| \| \| von Horažďovice předměstí \| \| \| \| 168,066 \| Domažlice \| Domažlice \| \| \| \| nach Furth im Wald \| \| |         |                           |                           |
| Strecke |         | von Plzeň hlavní nádraží  | von Plzeň hlavní nádraží  |
| Bahnhof | 156,958 | Blížejov                  | Blížejov                  |
| Haltepunkt / Haltestelle | 161,310 | Milavče                   | Milavče                   |
| | 161,551 | Unfallort                 | Unfallort                 |
| Dienststation / Betriebs- oder Güterbahnhof | 162,210 | Výhybna Radonice          | Výhybna Radonice          |
| Abzweig geradeaus und von links |         | von Horažďovice předměstí | von Horažďovice předměstí |
| Bahnhof | 168,066 | Domažlice                 | Domažlice                 |
| Strecke |         | nach Furth im Wald        | nach Furth im Wald        |

Der Eisenbahnunfall bei Milavče war ein Frontalzusammenstoß zwischen zwei Reisezügen in der Ausweiche („Výhybna“) Radonice bei Milavče in Tschechien auf der Bahnstrecke Plzeň–Furth im Wald am 4. August 2021. Drei Menschen starben, 67 weitere wurden teils schwer verletzt.

## Ausgangslage

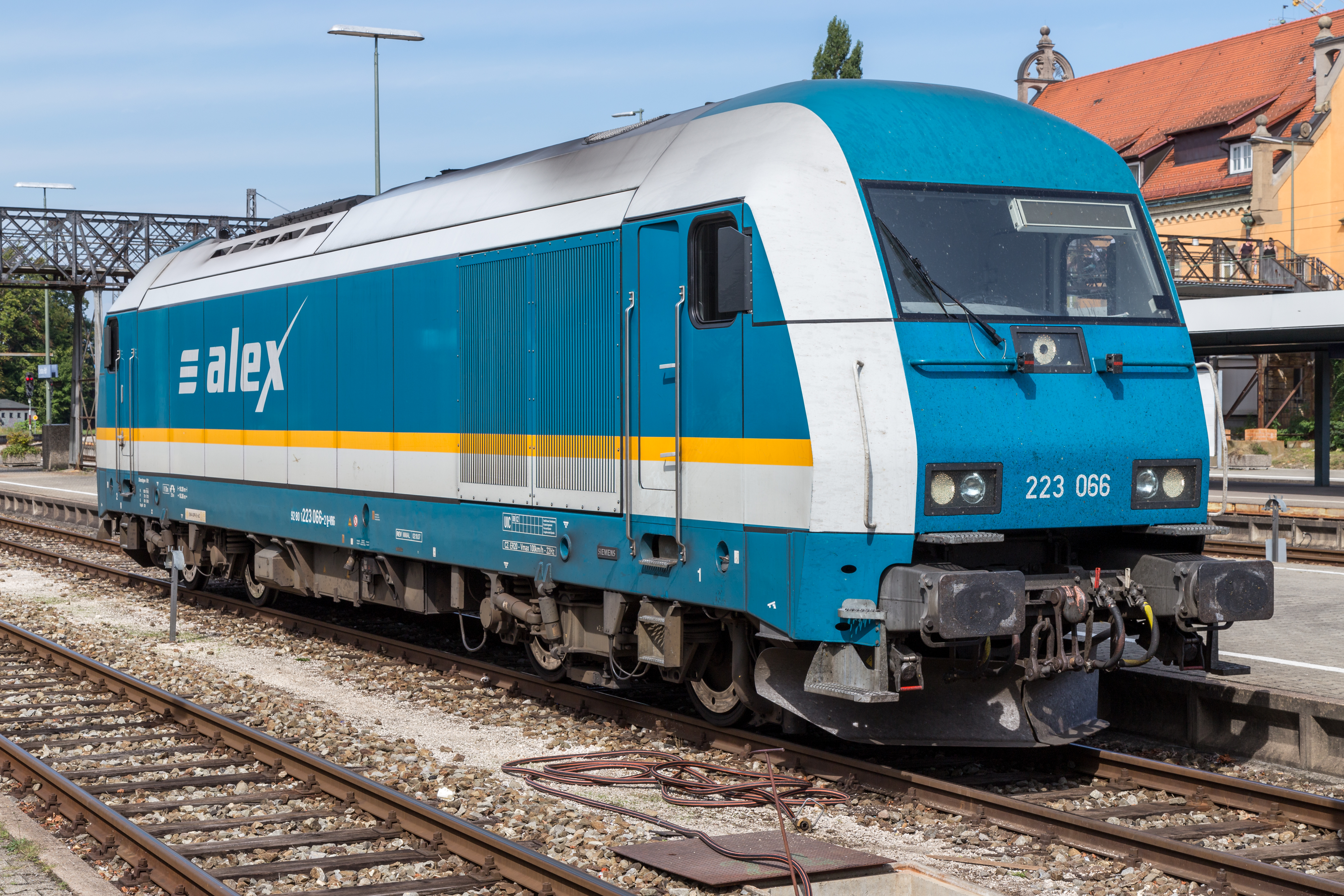
Die 223 066 der DLB war am 4. August 2021 die Lokomotive des Ex 351. Die Durchläufe der DLB-Lokomotiven von Schwandorf bis Plzeň hl. n. waren seit einigen Jahren üblich, um den Lokomotivwechsel in Furth im Wald einzusparen.

Die Bahnstrecke Plzeň–Furth im Wald ist eingleisig und hat neben den Personenbahnhöfen zwei Ausweichen, wo sich Züge kreuzen können. Die Streckengeschwindigkeit beträgt 100 km/h, im Bereich der Ausweiche Radonice sind wegen einiger enger Bögen lediglich 80 km/h zugelassen. Wegen der geringen zulässigen Höchstgeschwindigkeit ist die Strecke zwischen Stod und der Staatsgrenze mit keinem Zugbeeinflussungssystem ausgerüstet. Die Ausweiche Radonice ist unbesetzt und wird vom Bahnhof Domažlice ferngesteuert.
Der Schnellzug Ex 351 „Západní expres“ der České dráhy (ČD) war von München Hbf nach Praha hlavní nádraží unterwegs. In der Ausweiche Radonice sollte dieser Zug um 8:06 Uhr planmäßig mit dem Personenzug Os 7406 von Plzeň hlavní nádraží nach Domažlice město kreuzen. Der Schnellzug von München verkehrte pünktlich, dagegen hatte der Personenzug eine geringfügige Verspätung von etwa einer Minute.
Der Schnellzug war mit der Diesellokomotive 223 066 des Typs Siemens ER20 der Die Länderbahn (DLB) bespannt, der Wagenzug bestand an der Spitze aus zwei modernisierten Bautzener Wagen des UIC-Typs Z2 der ČD und nachfolgend aus zwei von den italienischen FS stammenden Eurofimawagen der DLB. Der entgegenkommende Personenzug war aus dem zweiteiligen Dieseltriebwagen 844 006 der ČD gebildet.

## Unfallhergang
Der Lokomotivführer des Schnellzuges missachtete sowohl das „Halt erwarten“ zeigende Einfahrsignal S als auch das „Halt“ zeigende Ausfahrsignal S1 der Ausweiche Radonice und fuhr mit knapp 80 km/h in den noch mit dem Personenzug besetzten Blockabschnitt Blížejov–Radonice ein. Etwa 200 Meter vor der Haltestelle Milavče stießen die Züge um 8:06 Uhr frontal in der Weiche 1 der Ausweiche Radonice zusammen. Der 270 t schwere Schnellzug schob den 96 t „leichten“ Triebwagen 81 Meter entgegen seiner ursprünglichen Fahrtrichtung, wobei der Triebwagen sowie die Lokomotive und der erste Wagen des Schnellzuges entgleisten.
Als Unfallursache wurde menschliches Versagen des Lokomotivführers des Schnellzuges festgestellt. Bei der Unfalluntersuchung wurde kein begünstigender Faktor identifiziert. Eine systemische Ursache konnte von der Untersuchungsbehörde nicht festgestellt werden.

## Folgen

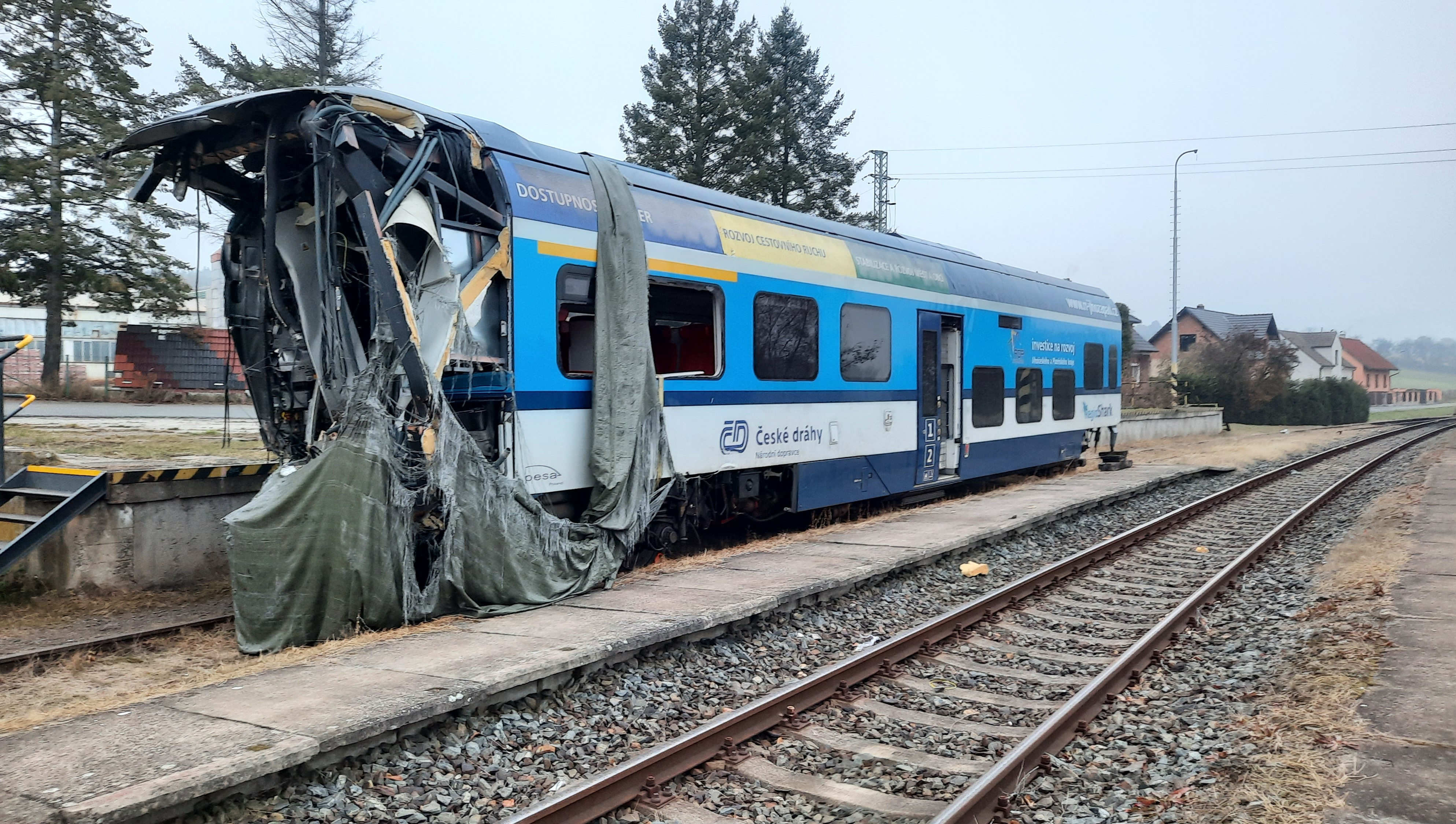
Zerstörter Triebwagen

Die Lokomotive und der voranlaufende Teil des Triebwagens wurden beim Aufprall irreparabel zerstört. In den Trümmern der Fahrzeuge starben die tschechischen Triebfahrzeugführer beider Züge und eine Reisende im Personenzug. Der erste Wagen des Schnellzuges wurde deformiert, die Wagenkastenstruktur hielt aber den Druckbelastungen weitgehend stand. In den weiteren Wagen brachen insbesondere die Fensterscheiben.
Der erste Notruf ging um 8.08 Uhr in der Rettungsleitstelle ein. Die Region Pilsen aktivierte den sogenannten „Traumaplan“. Alarmiert wurden auch deutsche Rettungskräfte aus dem benachbarten Landkreis Cham. Drei Hubschrauber des Luftrettungsdienstes und ein Hubschrauber der tschechischen Polizei flogen Schwerverletzte in Krankenhäuser in Domažlice, Klatovy, Stod, Pilsen und Prag. Zehn verletzte deutsche Staatsbürger wurden von den deutschen Rettungskräften übernommen und zur Behandlung in bayerische Krankenhäuser verbracht.
Der tschechische Verkehrsminister Karel Havlíček begab sich von Prag unverzüglich zum Unfallort. Anwesende Medienvertreter informierte er in Interviews vor Ort kompetent über das Geschehene.
Der Lokomotivführer des Schnellzuges galt zunächst als vermisst. Später wurde er tot in den Trümmern der Lokomotive entdeckt und durch die Feuerwehr herausgeschnitten. Acht Personen hatten schwere, lebensbedrohliche Verletzungen. Fünf weitere Menschen erlitten mittelschwere Verletzungen.
Nach dem Ende des Rettungseinsatzes wurde die Unfallstelle zügig beräumt und die Schäden am Gleis repariert. Am Abend des 6. August wurde die Strecke wieder freigegeben. Als erster Zug passierte der Os 7422 Plzeň hl. n.–Domažlice gegen 18.30 Uhr die Unfallstelle. Während der Sperrung wurden Reisende zwischen Blížejov und Domažlice mit Bussen befördert, Güterzüge wurden umgeleitet.
Im Jahr 2022 wurde durch die tschechische Untersuchungsbehörde Drážní inspekce der Unfalluntersuchungsbericht veröffentlicht. Darin wird die Anzahl der Verletzten mit 56 angegeben, der Sachschaden mit 178.108.332 Kronen.

## Mediale Rezeption
Angesichts der Beteiligung eines aus Deutschland kommenden internationalen Reisezuges und der erheblichen Zahl betroffener deutscher Bürger wurde über das Unfallereignis auch in deutschen Medien umfangreich berichtet. Thematisiert wurde vor allem, dass die Sicherheitstechnik des tschechischen Bahnnetzes vorgeblich „vielerorts als veraltet“ gilt.
Tschechien hat indes mit dem Umbau des Streckenabschnittes Plzeň hlavní nádraží–Domažlice zur zweigleisigen Hochleistungsstrecke begonnen, wobei mittlerweile auch  eine Fortführung in Deutschland gesichert ist. Für den Abschnitt Osvračín–Domažlice ist dabei eine vollständige Neutrassierung vorgesehen, die zukünftig Geschwindigkeiten bis 200 km/h zulässt. Investitionen in den Abschnitt mit dem Unfallort erfolgen deshalb seit einiger Zeit nicht mehr.

## Kritik der Lokführer
Nach der Veröffentlichung des Abschlussberichts äußerten Mitglieder des Lokführer-Verbandes (FSČR) Pilsen und der Lokführergilde Tschechiens (Cech strojvůdců ČR) Vorbehalte gegen die Ermittlungsarbeit der Drážní inspekce und die Zulassung der Tfz-Baureihe 223 für das Streckennetz der Správa železnic (SŽ) durch die Bahn-Aufsichtsbehörde Drážní úřad (DÚ).
Sie bemängelten im Abschlussbericht die fehlenden Angaben über:
- die Richtung und aus welchem Winkel die maximale Leuchtkraft des roten Lichts des Haltsignals vom Ausfahrsignal S1 wahrnehmbar war, das in einer Kurve steht,
- die (laut Verordnung 376/2006 Slg., § 9 Abs. 4 Buchst. e unmittelbar nach einem Unfall vorgeschriebenen) Spannungs- und Isolationswiderstandsmessungen der Signalglühlampen vom (Einfahr-)Vorsignal PřS bis zum Ausfahrsignal S1 des Bbf Radonice,
- den Oberbauzustand und den Schienentyp (z. B.: S 49, R 65, UIC 60 oder durchgehend geschweißte Schienen usw.), die für Berechnungen des Bremswegs unerlässlich sind,
- den Zeitpunkt, wann der Notruf des Fahrdienstleiters Domažlice in der Rettungsleitstelle einging,
- den Lokführer des Ex 351 zu Inspektionen durch Betriebskontrolleure, möglichen Mängeln, herausragenden Taten und Belohnungen,
- die Vegetation in der Schutzzone der Bahn und inwieweit sie die Sicht auf die Strecke beeinträchtigt haben könnte,
- die im Arbeitsgesetzbuch der §§ 101, 102, 224 und 302 enthaltenen und einzuhaltenden allgemeinen Bestimmungen für Arbeitnehmer durch die Bahnbehörde,
- die Zeitpunkte, wann auf der Lok der BR 223 Zugkraft aufgeschaltet war, wann sie ohne Leistung fuhr und ob sie im AFB-Modus betrieben wurde

Weiter kritisierten sie:
- den Sicherungssystem-Techniker, d. h. eine Person, die Kenntnis von Signalanlagen und -begriffen haben sollte, der als Zeuge aussagte, das Ausfahrsignal L2 in Richtung Domažlice habe den Signalbegriff „Frei“ angezeigt, obwohl die Fahrt für den Os 7406 (abzweigend mit 50 km/h) über das Bahnhofsgleis 2 und von dort auf das (durchgehende) Gleis 1 erfolgen sollte, wodurch der Signalbegriff „Frei“ am Ausfahrsignal L2 nicht leuchten konnte,
- dass auf einer stark frequentierten Strecke mit internationalem Verkehr weder die Bahnhofssicherungsanlage der Ausweiche Radonice noch die des Bahnhofs Domažlice über eine Diagnoseeinrichtung mit Datenspeicherung verfügen, mit der Aktivitäten archiviert werden,
- dass die Lok 223 066 des Ex 351 nicht registrierte, ob die bei 78 km/h erfolgte Schnellbremsung vom Triebfahrzeugführer eingeleitet oder durch die Sifa aktiviert und in welchen Intervallen die Sifa bedient wurde.

Gerade die Zulassung für den Siemens ER20 im Netz der Správa železnic (SŽ) durch die Bahnbehörde wurde als kritisch erachtet, da ohne Aufzeichnungen zur Sifa-Bedienung wesentliche Angaben für eine ordnungsgemäße Unfalluntersuchung fehlen. Hinterfragt wurde auch, inwieweit sich die Bahnbehörde dieser Absenz bewusst war, als sie den Betrieb dieser Baureihe im Streckennetz der SŽ genehmigte. Die mit Loks deutscher EVUs beförderten Expresszüge legen ausschließlich mit der Sifa als Zugsicherungssystem bis Pilsen immerhin mehr als 80 km zurück. Man sei davon überzeugt, dass eine etwaige Ausrüstung mit dem Mirel-System und seinem deutlich kürzeren Bedienintervall zur Wachsamkeitskontrolle den Unfall wahrscheinlich verhindert oder zumindest seine tragischen Folgen abgemildert hätte.
Zwar heißt es im angeführten Gutachten des Abschlussberichts, dass es zum Kollisionszeitpunkt Lebenszeichen der Lokführer gegeben habe, ein Unwohlsein des Lokführers des Ex 351 kann aber nicht ausgeschlossen werden. Zusammen mit der Sifa-Bedienung in einem relativ langen Bedienintervall von 35 Sekunden, d. h. einer zurückgelegten Wegstrecke von ca. 800 m könnte auch dies die eigentliche Unfallursache gewesen sein. Da kein begünstigender Faktor oder eine systemische Ursache von der Untersuchungsbehörde identifiziert wurde, ergriff der Bahnbetreiber auch keine Schutzmaßnahmen. Dieses Sicherheitssystem des Bahnbetriebs wurde in der Kritik als Voraussetzung für weitere Unfälle erachtet.